# Ofensiva de Dabiq (2016)
A ofensiva sobre Dabique (2016) foi uma operação militar lançada pela Turquia, no âmbito da sua intervenção na Guerra Civil Síria, em conjunto com várias facções do Exército Livre da Síria para libertar a localidade de Dabique, localizada na província de Alepo, ocupada pelo Estado Islâmico.
Esta localidade tinha um grande valor ideológico e religioso para o ISIS, visto que, segundo seus membros, seria nesta localidade que iria ocorrer a batalha decisiva entre forças islâmicas contra os "infiéis" cruzados, que iria significar o início do apocalipse.
A batalha, iniciada a 28 de setembro, e, apesar de uma primeira tentativa falhada para conquistar Dabique, que  foi repulsada com um contra-ataque pelo ISIS, a 16 de outubro, Dabique e várias outras localidades, expulsado o ISIS da zona.